# NGC 6387
NGC 6387 is een compact sterrenstelsel in het sterrenbeeld Draak. Het hemelobject werd op 22 juli 1886 ontdekt door de Amerikaanse astronoom Lewis A. Swift.

## Synoniemen
- ZWG 300.37
- 1ZW 189
- IRAS 17275+5735
- PGC 60355